# آيوا سيتي
مدينة آيوا: (بالإنجليزية: Iowa City)‏: مدينة في ولاية آيوا في الولايات المتحدة الأمريكية. وهي مقر جامعة آيوا. ويبلغ عدد السكان فيها حوالي 60 ألف نسمة.

## التركيبة السكانية
قام مكتب تعداد الولايات المتحدة بتحديد بيانات التركيبة السكانية لآيوا سيتيفي تعداد الولايات المتحدة. في ما يلي، التركيبة السكانية حسب تعدادي 2000 و2010.

### تعداد عام 2000
بلغ عدد سكان آيوا سيتي 62,220 نسمة بحسب تعداد عام 2000، وبلغ عدد الأسر 25,202 أسرة وعدد العائلات 11,189 عائلة مقيمة في المدينة. في حين سجلت الكثافة السكانية 2,575.0 نسمة لكل ميل مربع (994.2/كم2). وبلغ عدد الوحدات السكنية 26,083 وحدة بمتوسط كثافة قدره 1,079.4 لكل ميل مربع (416.8/كم2).
وتوزع التركيب العرقي للمدينة بنسبة 87.33% من البيض و 5.64% من الأمريكيين ذوي الأصول الآسيوية و 0.04% من سكان جزر المحيط الهادئ و 3.75% من الأمريكيين الأفارقة و 1.68% من عرقين مختلطين أو أكثر. فيما شكل الهسبانيون أو اللاتينيون من أي عرق نسبة 2.95% من السكان.
بلغ عدد الأسر 25,202 أسرة كانت نسبة 21.2% منها لديها أطفال تحت سن الثامنة عشر تعيش معهم، وبلغت نسبة الأزواج القاطنين مع بعضهم البعض 35.2% من أصل المجموع الكلي للأسر، ونسبة 3.7% من الأسر كان لديها معيلات من الإناث دون وجود شريك، وكانت نسبة 55.6% من غير العائلات. تألفت نسبة 33.8% من أصل جميع الأسر من أفراد ونسبة 6.1% كانوا يعيش معهم شخص وحيد يبلغ من العمر 65 عاماً فما فوق. وبلغ متوسط حجم الأسرة المعيشية 2.90، أما متوسط حجم العائلات فبلغ 2.23.
بلغ العمر الوسطي للسكان 25 عاماً. وكانت نسبة 32.8% بين عاماً، ونسبة 28.1% كانت واقعةً في الفئة العمرية ما بين الخامسة والعشرين حتى الرابعة والأربعين عاماً، ونسبة 15.9% كانت ما بين الخامسة والأربعين حتى الرابعة والستين، ونسبة 7.0% كانت ضمن فئة الخامسة والستين عاماً فما فوق. يوجد لكل 100 أنثى 96.2 ذكر، ويوجد لكل 100 أنثى في الثامنة عشر من عمرها فما فوق 94.3 ذكر.
بلغ متوسط دخل الأسرة في المدينة 34,977 دولار، أما متوسط دخل العائلة فبلغ 57,568 دولار. وكان متوسط دخل الذكور 35,435 دولار مقابل 28,981 دولار للإناث. وسجل دخل الفرد الخاص بالمدينة 20,269 دولار. وكانت نسبة 2.7% من العائلات ونسبة 4.7% من السكان تحت خط الفقر، وكان من هؤلاء نسبة 10.2% تحت سن الثامنة عشر ونسبة 3.0% في الخامسة والستين من العمر وما فوق.

### تعداد عام 2010
بلغ عدد سكان آيوا سيتي 67,862 نسمة بحسب تعداد عام 2010، وبلغ عدد الأسر 27,657 أسرة وعدد العائلات 11,743 عائلة مقيمة في المدينة. في حين سجلت الكثافة السكانية 2,713.4 نسمة لكل ميل مربع (1,047.6/كم2). وبلغ عدد الوحدات السكنية 29,270 وحدة بمتوسط كثافة قدره 1,170.3 لكل ميل مربع (451.9/كم2).
وتوزع التركيب العرقي للمدينة بنسبة 82.5% من البيض و 0.2% من الأمريكيين الأصليين و 6.9% من الأمريكيين ذوي الأصول الآسيوية و 5.8% من الأمريكيين الأفارقة و 2.5% من عرقين مختلطين أو أكثر.
بلغ عدد الأسر 27,657 أسرة كانت نسبة 19.8% منها لديها أطفال تحت سن الثامنة عشر تعيش معهم، وبلغت نسبة الأزواج القاطنين مع بعضهم البعض 32.5% من أصل المجموع الكلي للأسر، ونسبة 7.2% من الأسر كان لديها معيلات من الإناث دون وجود شريك، بينما كانت نسبة 2.8% من الأسر لديها معيلون من الذكور دون وجود شريكة وكانت نسبة 57.5% من غير العائلات. وبلغ متوسط حجم الأسرة المعيشية 2.88، أما متوسط حجم العائلات فبلغ 2.22.
بلغ العمر الوسطي للسكان 25.6 عاماً. وكانت نسبة 14.9% من القاطنين تحت سن الثامنة عشر، وكانت نسبة 33.4% بين عاماً، ونسبة 25.7% كانت واقعةً في الفئة العمرية ما بين الخامسة والعشرين حتى الرابعة والأربعين عاماً، ونسبة 17.8% كانت ما بين الخامسة والأربعين حتى الرابعة والستين، ونسبة 8.2% كانت ضمن فئة الخامسة والستين عاماً فما فوق. وتوزع التركيب الجنسي للسكان بنسبة 49.7% ذكور و50.3% إناث.